# Vico C
Luis Armando Lozada Cruz, noto come Vico C (Brooklyn, 8 settembre 1971), è un rapper e cantante statunitense.

## Discografia

### Album studio
- Underground (1985)
- Soy De La Calle (1988)
- La Recta Final (1989)
- Misión La Cima (1990)
- Hispanic Soul (1991)
- Xplosión (1993)
- Con Poder (1996)
- Aquel Que Había Muerto (1998)
- Emboscada (2002)
- En Honor A La Verdad (2003)
- Desahogo (2005)
- Babilla (2009)
- La Vida del Filósofo (2017)

### Altri album (lista parziale)
- Dos Tiempos Bajo Un Mismo Tono (1994, raccolta)
- Vivo (2001, live)
- El Encuentro (2006, live)
- The Files: The Greatest Hits (2004, raccolta)